# Ochojnik świerkowiec
Ochojnik świerkowiec, ochojnik (smrekun) zielony (Sacchiphantes viridis syn. Chermes viridis, Sacchiphantes abietis viridis) – mszyca z rodziny ochojnikowatych. W Polsce powszechny.
Owad posiadający skomplikowany, dwuletni cykl rozwojowy. Po przezimowaniu w woskowej osłonie na gałęzi świerka samica powoduje powstanie wyrośla (galasów), w którym składa 100-150 jaj. Larwy rozwijają się wewnątrz wyrośla. Po przepoczwarczeniu owady dojrzałe formy uskrzydlonej przenoszą się na modrzewie, na których składają po kilkadziesiąt niezapłodnionych jaj. Z jaj tych wylegają osobniki bezskrzydłe, które po przezimowaniu kontynuują żerowanie. Składają one jaja niezapłodnione, z których wylęga się piąte pokolenie płciowe złożone z owadów bezskrzydłych. Składa ono jaja zapłodnione, z których wylęgają się samice rozpoczynające cykl od nowa. Niekiedy cykl rozwojowy tych mszyc ulega uproszczeniu poprzez wyeliminowanie pokoleń żerujących na modrzewiu. Owady przechodzące skrócony cykl rozwojowy były dawniej traktowane jako odrębny gatunek.